# Мотель

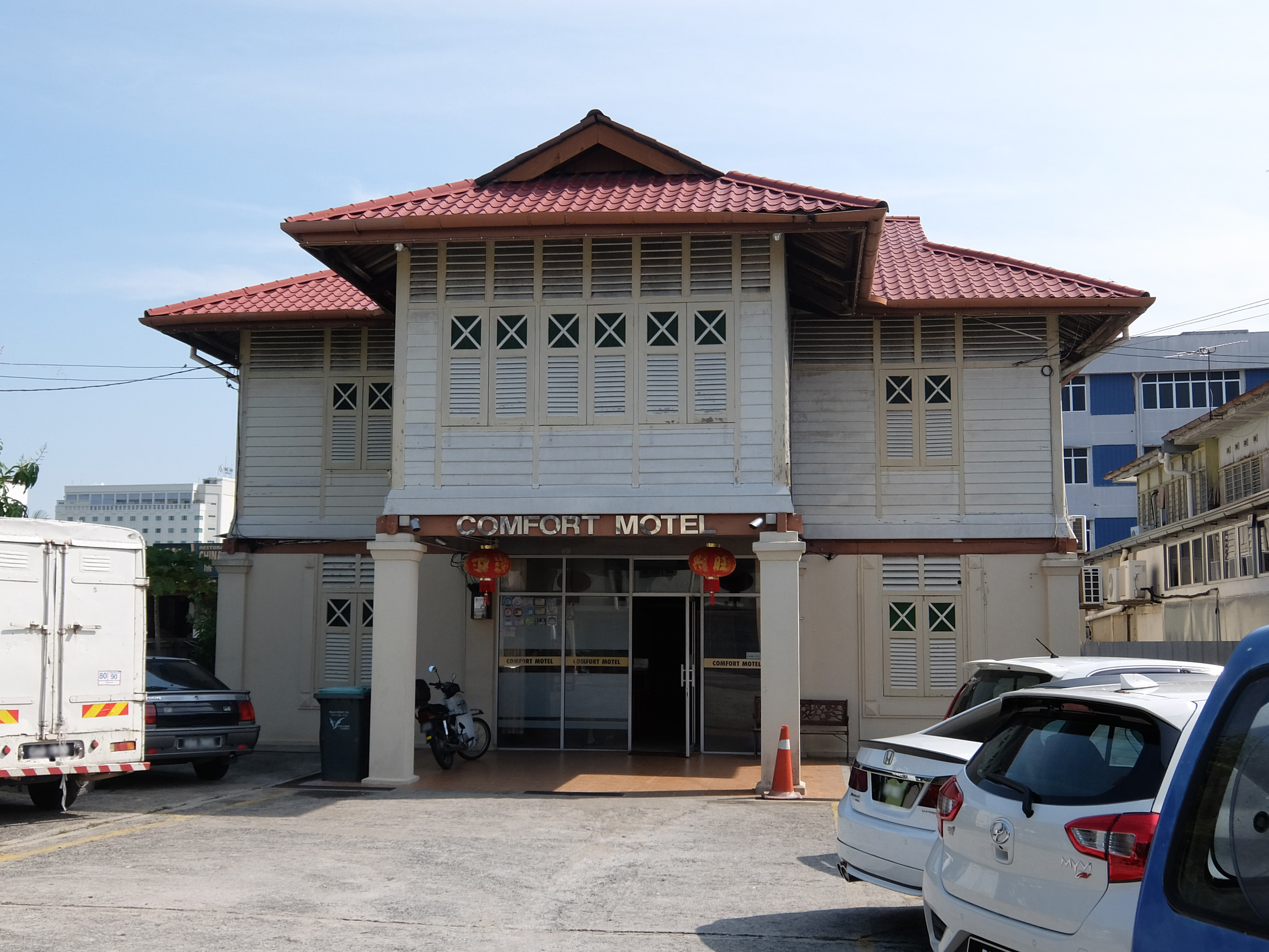
Мотель

Моте́ль (від англ. motel < motor hotel — «автомобільний готель») — невеликий готель, вхід у номери якого здійснюється з вулиці (з місця парковки автомобіля). В українській мові запозиченому слову «мотель» відповідає «заїзд» — приміщення для зупинки, ночівлі проїжджих, з двором для підвід, коней тощо.
Як правило, мотелі мають всього один або два поверхи, кількість додаткових послуг і типів номерів мінімальна, що відповідає низькій вартості проживання. Для багатьох людей, особливо тих, хто постійно перебуває в роз'їздах на своїх автомобілях, мотелі зручні відсутністю довгих реєстраційних формальностей, можливістю мати свою машину під рукою; прямий доступ з вулиці до кімнати також є перевагою для людей з інвалідністю.
До недоліків мотелів відноситься їх низький рівень безпеки, а також мінімальне обслуговування.
Коли в 1920-х роках почали розробляти великі системи автомобільних доріг, поїздки на далекі відстані стали більш поширеними, а потреба в недорогих, легко доступних місцях ночівлі поблизу основних маршрутів призвела до зростання концепції мотелів.